# Jan Połubiński (żużlowiec)
Jan Połubiński (ur. 28 sierpnia 1968 w Zielonej Górze, zm. 4 grudnia 2014) – polski żużlowiec.
Wychowanek klubu Falubaz Zielona Góra, licencję zdobył w 1985 roku (nr 970). Jako zawodnik tego klubu startował w rozgrywkach z cyklu Drużynowych Mistrzostw Polski w latach 1986–1992. Złoty (1991) i srebrny (1989) medalista Drużynowych Mistrzostw Polski.
Zdobył złoty medal w Młodzieżowych drużynowych mistrzostwach Polski w Gorzowie Wielkopolskim (1987). W finale Młodzieżowych mistrzostw Polski par klubowych w Gdańsku (1989) zdobył brąz. Finalista Turniejów o Brązowy Kask w 1987 roku (VI miejsce), a także Turniejów o Srebrny Kask w 1988 roku (XIII Miejsce). Wystąpił w finale Młodzieżowych indywidualnych mistrzostw Polski w Zielonej Górze (1988r.) gdzie zajął XV miejsce.

## Drużynowe Mistrzostwa Polski - Sezon Zasadniczy Najwyższej Klasy Rozgrywkowej
| Sezon | Klub                  | Miejsce | Liga   | Średnia/bg | Średnia/mc | Pkt     | Bonusy | Razem   | Komplety    | Biegi | Mecze |
| ----- | --------------------- | ------- | ------ | ---------- | ---------- | ------- | ------ | ------- | ----------- | ----- | ----- |
| 1986  | Falubaz Zielona Góra  | 4       | 1 Liga | 2,000      | 1,000      | 1 (105) | 1      | 2 (104) | 0           | 1     | 1     |
| 1987  | Falubaz Zielona Góra  | 5       | 1 Liga | 0,683 (76) | 2,000 (67) | 26 (67) | 2      | 28 (71) | 0           | 41    | 13    |
| 1988  | Falubaz Zielona Góra  | 4       | 1 Liga | 1,204 (55) | 3,000 (56) | 48 (56) | 11     | 59 (54) | 0           | 49    | 16    |
| 1989  | Falubaz Zielona Góra  |         | 1 Liga | 1,143 (56) | 2,813 (57) | 45 (58) | 11     | 56 (58) | 1 - (1 pł.) | 49    | 16    |
| 1990  | Falubaz Zielona Góra  | 7       | 1 Liga | 1,208 (45) | 1,917 (57) | 23 (58) | 6      | 29 (58) | 0           | 24    | 12    |
| 1991  | Morawski Zielona Góra |         | 1 Liga | 3,000      | 2,000      | 2 (88)  | 1      | 3 (86)  | 0           | 1     | 1     |
| 1992  | Morawski Zielona Góra | 4       | 1 Liga | 0,952 (56) | 1,500 (68) | 15 (87) | 5      | 20 (85) | 0           | 21    | 10    |

W nawiasie miejsce w danej kategorii (śr/m oraz śr/b - przy założeniu, że zawodnik odjechał minimum 50% spotkań w danym sezonie)